# Septostomi
Septostomi (av latin septum och stomi) avser en operation som genomförs med kateterteknik där kirurgen anlägger ett hål i en septum (skiljevägg) inuti ett organ. Vanligtvis utförs en sådan operation med en ballongförsedd kateter.